# Tropidodexia lutzi
Tropidodexia lutzi är en tvåvingeart som beskrevs av Townsend 1915. Tropidodexia lutzi ingår i släktet Tropidodexia och familjen parasitflugor. Inga underarter finns listade i Catalogue of Life.